# Dobinea delavayi
Dobinea delavayi là một loài thực vật có hoa trong họ Đào lộn hột. Loài này được (Baill.) Baill. mô tả khoa học đầu tiên năm 1890.